# Cross Purposes Live
Cross Purposes Live è un disco dal vivo del gruppo heavy metal britannico Black Sabbath, pubblicato nel 1995 per l'etichetta discografica I.R.S. Records.

## Il disco
Esso è la registrazione di una data (mercoledì 13 aprile 1994 all'Hammersmith Apollo di Londra) del tour seguente all'album Cross Purposes nonché l'unico album dal vivo in cui compare Tony Martin alla voce. L'album era stato pubblicato come cofanetto contenente la versione CD e la versione VHS ed attualmente è fuori catalogo. I brani Mob Rules, Anno Mundi e Neon Knights  appaiono solo nella versione VHS.
In questo live Tony Martin non esegue i passaggi più acuti presenti a causa di una infezione alla gola. Nonostante ciò egli fu costretto a consentire la pubblicazione del disco.

## Tracce
Tutti i brani sono stati composti da Ozzy Osbourne, Tony Iommi, Geezer Butler e Bill Ward, eccetto dove indicato.
VHS
1. Time Machine (Ronnie James Dio, Iommi, Butler)
2. Children of the Grave
3. I Witness (Butler, Iommi, Tony Martin)
4. Mob Rules (Dio, Iommi, Butler)
5. Into the Void
6. Anno Mundi (Iommi, Cozy Powell)
7. Black Sabbath
8. Neon Knights (Butler, Ward, Dio, Iommi)
9. Psychophobia (Butler, Iommi, Martin)
10. The Wizard
11. Cross of Thorns (Butler, Iommi, Martin)
12. Symptom of the Universe
13. Headless Cross (Martin, Powell, Iommi)
14. Paranoid (nel finale Heaven and Hell)
15. Iron Man
16. Sabbath Bloody Sabbath

CD
1. Time Machine (Ronnie James Dio, Iommi, Butler) - 5:08
2. Children of the Grave - 5:25
3. I Witness (Tony Martin, Iommi, Butler) - 5:02
4. Into the Void- 6:39
5. Black Sabbath - 8:12
6. Psychophobia (Martin, Iommi, Butler) - 3:03
7. The Wizard - 4:42
8. Cross of Thorns (Martin, Iommi, Butler) - 4:43
9. Symptom of the Universe - 7:31
10. Headless Cross (Martin, Iommi, Cozy Powell) - 5:34
11. Paranoid - 5:13
12. Iron Man - 3:27
13. Sabbath Bloody Sabbath - 6:11

## Formazione
- Tony Martin - voce
- Tony Iommi - chitarra
- Geoff Nicholls - tastiere
- Geezer Butler - basso
- Bobby Rondinelli - batteria